# Ивайло Сакелариев
Ивайло Сакелариев е български фотограф, включително фотожурналист.

## Биография
Роден на 12 януари 1962 г., в гр. Шумен. С фотография се занимава от 12-годишна възраст. Завършва гимназия в родния си град, а през 1988 г. и Техникума по полиграфия и фотография „Юлиус Фучик“ – София.
Работил е като фоторепортер в ежедневник, а в периода 1994 – 2000 г., като фотограф на Драматично-кукления театър „Васил Друмев“ в Шумен.
Член е на дружеството на шуменските фотографи от 1984 г.
Женен с две деца.

## Участия
- 1987 г. – „СТИЛБ“ – Ямбол 1987 г., 1988 г., 1989 г., 1997 г. – номинация;
- 1988 г. – ФОТОВАКАНЦИЯ 1988 г.;
- 1988 г. – фотоконкурс на вестник „Народно дело“ – Варна;
- 1989 г. – Биенале „БЪЛГАРИЯ – ДРЕВНА И МЛАДА“;
- 1999 г. – Биенале на „Българска фотография“;
- 1999 г. – пленер в Благоевград – „Пицикато в цвят и светлина“;
- 1999 г. – ФОТОВАКАНЦИЯ '1999 г. – ч.б. фотоизложба „ФЕМИНИСТИЧНО“;
- 2000 г. – пленер във В. Търново – „Велико Търново в XXI век“
- 2001 г. – Биенале „ФОДАР“ – номинация;
- 2001 г. – „Фотоакадемика-2001“;
- 2001 г. – Преглед – конкурс на съвременната българска фотография за последните 10 години, орданизиран от ФОМУС; – номинация в раздел художествена фотография
- 2001 г. – пленер във В. Търново „Стъклен свят“;
- 2002 г. – 8-а фотоваканция;
- 2003 г. – 9-а фотоваканция;
- 2003 г. – I национален фотографски салон „ВАРНА“;
- 2003 г. – „Гранд конкурс сп.Photo“ – Франция;
- 2004 г. – „HASSELBLAD-Austrian Super Circuit“;[2]
- 2004 г. – изложба „Канон-България“;
- 2005 г. – Trierenberg Super Circuit 2005 – Линц;
- 2005 г. – „Salon international de la Photograpie Siouville“ – Хага 2005 – изложба;
- 2005 г. – 11-а фотоваканция – номинация;
- 2005 г. – „Фотоакадемика-2005“;
- 2005 г. – „Гранд конкурс сп. Photo“ – Франция;
- 2006 г. – Грац – Австрия – авторска изложба-актова фотография;[3]
- 2006 г. – Пленер „Бодиграфия“ – Велико Търново;
- 2006 г. – „Гранд конкурс сп. Photo“ – Франция;
- 2007 г. – пленер „Бодиграфия“ – Велико Търново;
- 2007 г. – Trierenberg Super Circuit 2007 – Линц;[4]
- 2007 г. – 3-ти пленер за актова фотография Шкорпиловци 2007;
- 2008 г. – Първи салон актова фотография Ерос – 2008;
- 2009 г. – Пленер „Светлина, земя и хора“ – Раднево;[5]
- 2009 г. – 5-и пленер фотография голо тяло, Шкорпиловци 2009;

През тези години е участвал в над 20 общи фотоизложби и е организирал 2 самостоятелни изложби – Шумен 1989 г. и „Фотоваканция“ 1999 г.
Негови снимки са публикувани в: сп. „Българска фотография“, сп. „Медия и реклама“, „БТА-Паралели“, сп. „Photo“ – Париж и други неспециализирани издания;

## Награди
- 1988 г. – ФОТОВАКАНЦИЯ 1988 г. – VI място;
- 1988 г. – фотоконкурс на вестник „Народно дело“ – Варна;
- 1989 г. – Биенале „БЪЛГАРИЯ – ДРЕВНА И МЛАДА“, специална награда на „Българска фотография“ – СД;
- 1999 г. – ФОТОВАКАНЦИЯ 1999 г. – ч.б. фотоизложба „ФЕМИНИСТИЧНО“; награда за „Най-добра изложба“ от Ситиколор, награда от „Корексим“ – БГ;
- 2001 г. – „Фотоакадемика-2001“ – златен медал за артистична фотография, специална награда за портрет, награда от студентското жури;
- 2002 г. – 8-а ФОТОВАКАНЦИЯ – II място;
- 2003 г. – 9-а ФОТОВАКАНЦИЯ – II място;
- 2003 г. – I национален фотографски салон ВАРНА – награда за монохромна фотография;
- 2003 г. – „Гранд конкурс сп. Photo“ – Франция – наградата на Minolta;
- 2004 г. – „HASSELBLAD-Austrian Super Circuit” – златна статуетка и златен медал в раздел „Актова фотография“;[2]
- 2005 г. – наградата на Шумен за изкуство и култура;
- 2005 г. – „Salon international de la Photograpie Siouville“ – Хага 2005 – изложба;
- 2005 г. – „Фотоакадемика-2005“ – бронзов медал;
- 2005 г. – „Гранд конкурс сп.Photo“ – Франция – наградата на Канон;
- 2006 г. – Trierenberg Super Circuit 2006 – Линц, Австрия златен медал в раздел „Актова фотография“[4]
- 2006 г. – 12-а ФОТОВАКАНЦИЯ – наградата на „Бодиграфия“;
- 2007 г. – 13-а ФОТОВАКАНЦИЯ – Голямата награда на ФОТОВАКАНЦИЯ;[6]
- 2008 г. – Първи салон актова фотография Ерос – 2008-6-а награда;[7]